# Ping Qiu
Ping Qiu (* 1961 in Wuhan, Provinz Hubei) ist eine chinesische Künstlerin. Sie lebt und arbeitet in Berlin und Brandenburg.

## Lebenslauf
- 1981–1987 Studium an der Zhejiang Kunstakademie, Hangzhou, China
- 1988–1994 Studium an der Hochschule der Künste, Berlin (heute Universität der Künste Berlin)
- 2003 Gastprofessor an der Sommerakademie für Kunst und Gestaltung an der Universität Hamburg

## Künstlerisches Schaffen
Ein immerwährendes Auftauchen in Ping Qius Arbeiten ist das Motiv der „Fingerblumen“. Sie erschafft diese Fingerblumen, indem sie handelsübliche Haushaltshandschuhe aufbläst und anschließend zu Blüten zusammennäht. So auf dem Wasser schwimmend werden aus diesen profanen Gummihandschuhen zarte Seerosen, während nur zwei zusammengenähte und an einem Fischernetz befestigte Handschuhe die Gestalt von Krabben annehmen.
Das Motiv der Fingerblumen wird nicht nur durch den Einsatz von Gummihandschuhen umgesetzt, sondern wird auch in anderen Materialien wie Bronze und Alabastergips fortgesetzt.

## Publikationen
- Ping Qiu: … mehr als zarte Blumen – Arbeiten 1990 – 2004. ISBN 3-935992-18-1.

| Personendaten    | Personendaten          |
| ---------------- | ---------------------- |
| NAME             | Qiu, Ping              |
| KURZBESCHREIBUNG | chinesische Künstlerin |
| GEBURTSDATUM     | 1961                   |
| GEBURTSORT       | Wuhan, China           |